# Élections législatives de 2024 en Moselle
Les élections législatives de 2024 en Moselle se déroulent les 30 juin et 7 juillet 2024. Dans le département, neuf députés sont à élire dans le cadre de neuf circonscriptions, à la suite de la dissolution de l'Assemblée nationale par Emmanuel Macron.
Le choix de cette dissolution est pris après la défaite de la liste Renaissance aux élections européennes qui ont lieu le 9 juin 2024.

## Contexte
| Circonscription | RN      | ENS     | PS - PP | LFI     | LR     |
| --------------- | ------- | ------- | ------- | ------- | ------ |
| Circonscription |         |         |         |         |        |
| 1re             | 36,48 % | 13,46 % | 11,98 % | 11,33 % | 6,41 % |
| 2e              | 33,54 % | 16,7 %  | 12,83 % | 8,15 %  | 7,85 % |
| 3e              | 31,59 % | 15,99 % | 14,12 % | 9,17 %  | 7,14 % |
| 4e              | 46,63 % | 12,49 % | 7,95 %  | 4 %     | 8,12 % |
| 5e              | 45,46 % | 14,24 % | 8,44 %  | 4,91 %  | 6,65 % |
| 6e              | 47,7 %  | 10,69 % | 7,87 %  | 11,48 % | 5,12 % |
| 7e              | 48,64 % | 11,28 % | 8,5 %   | 7,36 %  | 5,32 % |
| 8e              | 42,96 % | 9,8 %   | 9,73 %  | 14,01 % | 3,89 % |
| 9e              | 34,72 % | 16,92 % | 11,62 % | 7,59 %  | 7,05 % |

## Système électoral
Les élections législatives ont lieu au scrutin uninominal majoritaire à deux tours dans des circonscriptions uninominales.
Est élu au premier tour le candidat qui réunit la majorité absolue des suffrages exprimés et un nombre de voix au moins égal au quart des électeurs inscrits dans la circonscription, soit 25 %. Si aucun des candidats ne satisfait ces conditions, un second tour est organisé entre les candidats ayant réuni un nombre de voix au moins égal à un huitième des inscrits, soit 12,5 %. Les deux candidats arrivés en tête du 1er tour se maintiennent néanmoins par défaut si un seul ou aucun d'entre eux n'a atteint ce seuil. Au second tour, le candidat arrivé en tête est déclaré élu,.
Le seuil de qualification basé sur un pourcentage du total des inscrits et non des suffrages exprimés rend plus difficile l'accès au second tour lorsque l'abstention est élevée. Le système permet en revanche l'accès au second tour de plus de deux candidats si plusieurs d'entre eux franchissent le seuil de 12,5 % des inscrits. Les candidats en lice au second tour peuvent ainsi être trois, un cas de figure appelé « triangulaire ». Les second tours où s'affrontent quatre candidats, appelés « quadrangulaire » sont également possibles, mais beaucoup plus rares,.

### Partis et nuances
Les résultats des élections sont publiés en France par le ministère de l'Intérieur, qui classe les partis en leur attribuant des nuances politiques. Ces dernières sont décidées par les préfets, qui les attribuent indifféremment de l'étiquette politique déclarée par les candidats, qui peut être celle d'un parti ou une candidature sans étiquette.
Seuls le Parti communiste français (COM), La France insoumise (FI), le Parti socialiste (SOC), le Parti radical de gauche (RDG), Les Écologistes (VEC), Renaissance (RE), le Mouvement démocrate (MDM), Horizons (HOR), l'Union des démocrates et indépendants (UDI), Les Républicains (LR), le Rassemblement national (RN) et Reconquête (REC) se voient attribuer en 2024 des nuances propres. Les coalitions Ensemble et Nouveau front populaire, ainsi que les candidats de l'alliance LR-Ciotti-RN, en bénéficient également indirectement, les nuances Ensemble ! (Majorité présidentielle) (ENS), Union de la gauche (UG) et Union de l'extrême-droite (UXD) étant attribuables aux candidats bénéficiant respectivement du soutien de deux partis du centre, de deux partis de gauche ou de deux partis d'extrême-droite,.
Tous les autres partis se voient attribuer l'une ou l'autre des nuances suivantes : EXG (extrême gauche), DVG (divers gauche), ECO (écologiste), REG (régionaliste), DVC (divers centre), DVD (divers droite), DSV (droite souverainiste) et EXD (extrême droite). Des partis comme Debout la France ou Lutte ouvrière ne disposent ainsi pas de nuances propres, et leurs résultats nationaux ne sont pas publiés séparément par le ministère, car mélangés avec d'autres partis (respectivement dans les nuances DSV et EXG).

## Élus
| Circonscription | Député sortant     | Parti | Parti    | Groupe | Député élu ou réélu     | Parti | Parti    | Groupe   |
| --------------- | ------------------ | ----- | -------- | ------ | ----------------------- | ----- | -------- | -------- |
| 1re             | Belkhir Belhaddad  |       | RE - TdP | RE     | Belkhir Belhaddad       |       | RE - TdP | app. EPR |
| 2e              | Ludovic Mendes     |       | RE       | RE     | Ludovic Mendes          |       | RE       | app. EPR |
| 3e              | Charlotte Leduc    |       | LFI      | LFI    | Nathalie Colin-Oesterlé |       | LC       | app. HOR |
| 4e              | Fabien Di Filippo  |       | LR       | LR     | Fabien Di Filippo       |       | LR       | DR       |
| 5e              | Vincent Seitlinger |       | LR       | LR     | Pascal Jenft            |       | RN       | RN       |
| 6e              | Kévin Pfeffer      |       | RN       | RN     | Kévin Pfeffer           |       | RN       | RN       |
| 7e              | Alexandre Loubet   |       | LAF - RN | RN     | Alexandre Loubet        |       | LAF - RN | RN       |
| 8e              | Laurent Jacobelli  |       | RN       | RN     | Laurent Jacobelli       |       | RN       | RN       |
| 9e              | Isabelle Rauch     |       | HOR      | HOR    | Isabelle Rauch          |       | HOR      | HOR      |

## Résultats

### Résultats à l'échelle du département

#### Résultats par coalition
| Parti et coalition                          | Parti et coalition                                       | Parti et coalition                                       | Premier tour | Premier tour | Premier tour | Second tour   | Second tour   | Second tour | Total Sièges  | +/-           |
| Parti et coalition                          | Parti et coalition                                       | Parti et coalition                                       | Voix         | %            | Sièges       | Voix          | %             | Sièges      | Total Sièges  | +/-           |
| ------------------------------------------- | -------------------------------------------------------- | -------------------------------------------------------- | ------------ | ------------ | ------------ | ------------- | ------------- | ----------- | ------------- | ------------- |
|                                             |                                                          | Rassemblement national (RN)                              | 167 635      | 36,88        | 1            | 164 743       | 45,32         | 2           | 3             | 1             |
|                                             | L'Avenir français (LAF)                                  | 28 528                                                   | 6,28         | 1            |              |               |               | 1           | en stagnation |               |
| Total Rassemblement national et alliés (RN) | Total Rassemblement national et alliés (RN)              | 196 163                                                  | 43,16        | 2            | 164 743      | 45,32         | 2             | 4           | 1             |               |
|                                             |                                                          | La France insoumise (LFI)                                | 56 261       | 12,38        | 0            | 22 147        | 6,09          | 0           | 0             | 1             |
|                                             | Parti socialiste (PS)                                    | 27 635                                                   | 6,08         | 0            | Retrait      | Retrait       | Retrait       | 0           | en stagnation |               |
|                                             | Les Écologistes (LÉ)                                     | 9 913                                                    | 2,18         | 0            |              |               |               | 0           | en stagnation |               |
|                                             | Parti communiste français (PCF)                          | 6 156                                                    | 1,35         | 0            | 0            | en stagnation |               |             |               |               |
| Total Nouveau Front populaire (NFP)         | Total Nouveau Front populaire (NFP)                      | 99 965                                                   | 21,99        | 0            | 22 147       | 6,09          | 0             | 0           | 1             |               |
|                                             |                                                          | Renaissance (RE)                                         | 30 435       | 6,70         | 0            | 59 392        | 16,34         | 2           | 2             | en stagnation |
|                                             | Horizons (HOR)                                           | 22 460                                                   | 4,94         | 0            | 37 070       | 10,20         | 1             | 1           | en stagnation |               |
|                                             | Parti radical (PRV)                                      | 17 630                                                   | 3,88         | 0            |              |               |               | 0           | Nv            |               |
|                                             | Mouvement démocrate (MoDem)                              | 4 191                                                    | 0,92         | 0            | 0            | en stagnation |               |             |               |               |
| Total Ensemble pour la République (ENS)     | Total Ensemble pour la République (ENS)                  | 74 716                                                   | 16,44        | 0            | 96 462       | 26,54         | 3             | 3           | en stagnation |               |
|                                             |                                                          | Les Républicains (LR)                                    | 44 746       | 9,84         | 0            | 50 506        | 13,89         | 1           | 1             | 1             |
|                                             | Les Centristes - Le Nouveau Centre (LC)                  | 16 631                                                   | 3,66         | 0            | 29 657       | 8,16          | 1             | 1           | 1             |               |
|                                             | Sans étiquette                                           | 4 403                                                    | 0,97         | 0            |              |               |               | 0           | Nv            |               |
| Total Union de la droite et du centre (UDC) | Total Union de la droite et du centre (UDC)              | 65 780                                                   | 14,47        | 0            | 80 163       | 22,05         | 2             | 2           | en stagnation |               |
|                                             | Lutte ouvrière (LO)                                      | Lutte ouvrière (LO)                                      | 6 399        | 1,41         | 0            |               |               |             | 0             | en stagnation |
|                                             | Reconquête (REC)                                         | Reconquête (REC)                                         | 2 094        | 0,46         | 0            | 0             | en stagnation |             |               |               |
|                                             | Debout la France (DLF)                                   | Debout la France (DLF)                                   | 1 579        | 0,35         | 0            | 0             | en stagnation |             |               |               |
|                                             |                                                          | Le Parti des Mosellans (57-PDM)                          | 1 145        | 0,25         | 0            | 0             | Nv            |             |               |               |
| Total Régions et peuples solidaires (R&PS)  | Total Régions et peuples solidaires (R&PS)               | 1 145                                                    | 0,25         | 0            | 0            | Nv            |               |             |               |               |
|                                             |                                                          | Parti lorrain (PL)                                       | 741          | 0,16         | 0            | 0             | en stagnation |             |               |               |
| Total Pays unis (PU)                        | Total Pays unis (PU)                                     | 741                                                      | 0,16         | 0            | 0            | Nv            |               |             |               |               |
|                                             | Nouveau Parti anticapitaliste - Révolutionnaires (NPA-R) | Nouveau Parti anticapitaliste - Révolutionnaires (NPA-R) | 345          | 0,08         | 0            | 0             | Nv            |             |               |               |
|                                             | Autres partis                                            | Autres partis                                            | 618          | 0,14         | 0            | 0             | en stagnation |             |               |               |
|                                             | Sans étiquette (SE)                                      | Sans étiquette (SE)                                      | 4 986        | 1,10         | 0            | 0             | en stagnation |             |               |               |
|                                             |                                                          |                                                          |              |              |              |               |               |             |               |               |
| Suffrages exprimés                          | Suffrages exprimés                                       | Suffrages exprimés                                       | 454 531      | 97,26        |              | 363 515       | 95,49         |             |               |               |
| Votes blancs                                | Votes blancs                                             | Votes blancs                                             | 9 174        | 1,96         | 13 282       | 3,49          |               |             |               |               |
| Votes nuls                                  | Votes nuls                                               | Votes nuls                                               | 3 636        | 0,78         | 3 877        | 1,02          |               |             |               |               |
| Total                                       | Total                                                    | Total                                                    | 467 341      | 100          | 2            | 380 674       | 100           | 7           | 9             | en stagnation |
| Abstentions                                 | Abstentions                                              | Abstentions                                              | 280 019      | 37,47        |              | 211 177       | 35,68         |             |               |               |
| Inscrits/Participation                      | Inscrits/Participation                                   | Inscrits/Participation                                   | 747 360      | 62,53        | 591 851      | 64,32         |               |             |               |               |

#### Résultats par nuance
| Nuance                 | Nuance                               | Nuance                 | Premier tour | Premier tour | Premier tour | Second tour | Second tour   | Second tour | Total Sièges | +/-           |
| Nuance                 | Nuance                               | Nuance                 | Voix         | %            | Sièges       | Voix        | %             | Sièges      | Total Sièges | +/-           |
| ---------------------- | ------------------------------------ | ---------------------- | ------------ | ------------ | ------------ | ----------- | ------------- | ----------- | ------------ | ------------- |
|                        | Rassemblement national               | RN                     | 196 163      | 43,16        | 2            | 164 743     | 45,32         | 2           | 4            | 1             |
|                        | Union de la gauche                   | UG                     | 99 965       | 21,99        | 0            | 22 147      | 6,09          | 0           | 0            | 1             |
|                        | Ensemble                             | ENS                    | 74 716       | 16,44        | 0            | 96 462      | 26,54         | 3           | 3            | en stagnation |
|                        | Les Républicains                     | LR                     | 44 746       | 9,84         | 0            | 50 506      | 13,89         | 1           | 1            | 1             |
|                        | Union des démocrates et indépendants | UDI                    | 16 631       | 3,66         | 0            | 29 657      | 8,16          | 1           | 1            | Nv            |
|                        | Extrême gauche                       | EXG                    | 6 744        | 1,48         | 0            |             |               |             | 0            | en stagnation |
|                        | Divers droite                        | DVD                    | 5 751        | 1,27         | 0            | 0           | en stagnation |             |              |               |
|                        | Divers                               | DIV                    | 3 790        | 0,83         | 0            | 0           | en stagnation |             |              |               |
|                        | Reconquête                           | REC                    | 2 094        | 0,46         | 0            | 0           | en stagnation |             |              |               |
|                        | Régionaliste                         | REG                    | 1 886        | 0,41         | 0            | 0           | Nv            |             |              |               |
|                        | Droite souverainiste                 | DSV                    | 1 579        | 0,35         | 0            | 0           | en stagnation |             |              |               |
|                        | Divers gauche                        | DVG                    | 466          | 0,10         | 0            | 0           | en stagnation |             |              |               |
|                        |                                      |                        |              |              |              |             |               |             |              |               |
| Suffrages exprimés     | Suffrages exprimés                   | Suffrages exprimés     | 454 531      | 97,26        |              | 363 515     | 95,49         |             |              |               |
| Votes blancs           | Votes blancs                         | Votes blancs           | 9 174        | 1,96         | 13 282       | 3,49        |               |             |              |               |
| Votes nuls             | Votes nuls                           | Votes nuls             | 3 636        | 0,78         | 3 877        | 1,02        |               |             |              |               |
| Total                  | Total                                | Total                  | 467 341      | 100          | 2            | 380 674     | 100           | 7           | 9            | en stagnation |
| Abstentions            | Abstentions                          | Abstentions            | 280 019      | 37,47        |              | 211 177     | 35,68         |             |              |               |
| Inscrits/Participation | Inscrits/Participation               | Inscrits/Participation | 747 360      | 62,53        | 591 851      | 64,32       |               |             |              |               |

### Résultats par circonscription

#### Première circonscription
Député sortant : Belkhir Belhaddad (Renaissance - Territoires de progrès)
| Candidat                 | Candidat                 | Parti et coalition       | Nuance                   | Premier tour | Premier tour | Second tour | Second tour |
| Candidat                 | Candidat                 | Parti et coalition       | Nuance                   | Voix         | %            | Voix        | %           |
| ------------------------ | ------------------------ | ------------------------ | ------------------------ | ------------ | ------------ | ----------- | ----------- |
|                          | Grégoire Laloux          | RN                       | RN                       | 22 570       | 39,81        | 25 070      | 44,30       |
|                          | Belkhir Belhaddad        | RE - TdP (ENS)           | ENS                      | 15 640       | 27,59        | 31 517      | 55,70       |
|                          | Vincent Félix            | LFI (NFP)                | UG                       | 14 793       | 26,10        | Retrait     | Retrait     |
|                          | Stephen Duso-Bauduin     | SE                       | DIV                      | 1 094        | 1,93         |             |             |
|                          | Jean-François Jacques    | DLF                      | DSV                      | 1 027        | 1,81         |             |             |
|                          | Didier Georget           | LO                       | EXG                      | 745          | 1,31         |             |             |
|                          | Américo Jonas Costa      | LFDP                     | DIV                      | 618          | 1,09         |             |             |
|                          | Célia Lejal              | NPA-R                    | EXG                      | 202          | 0,36         |             |             |
|                          |                          |                          |                          |              |              |             |             |
| Votes valides            | Votes valides            | Votes valides            | Votes valides            | 56 689       | 96,83        | 56 587      | 95,32       |
| Votes blancs             | Votes blancs             | Votes blancs             | Votes blancs             | 1 367        | 2,33         | 2 155       | 3,63        |
| Votes nuls               | Votes nuls               | Votes nuls               | Votes nuls               | 490          | 0,84         | 625         | 1,05        |
| Total                    | Total                    | Total                    | Total                    | 58 546       | 100          | 59 367      | 100         |
| Abstention               | Abstention               | Abstention               | Abstention               | 35 384       | 37,67        | 34 589      | 36,81       |
| Inscrits / participation | Inscrits / participation | Inscrits / participation | Inscrits / participation | 93 930       | 62,33        | 93 956      | 63,19       |

#### Deuxième circonscription
Député sortant : Ludovic Mendes (Renaissance)
| Candidat                 | Candidat                 | Parti et coalition       | Nuance                   | Premier tour | Premier tour | Second tour | Second tour |
| Candidat                 | Candidat                 | Parti et coalition       | Nuance                   | Voix         | %            | Voix        | %           |
| ------------------------ | ------------------------ | ------------------------ | ------------------------ | ------------ | ------------ | ----------- | ----------- |
|                          | Marie-Claude Voinçon     | RN                       | RN                       | 18 352       | 37,48        | 20 480      | 42,35       |
|                          | Ludovic Mendes           | RE (ENS)                 | ENS                      | 14 795       | 30,22        | 27 875      | 57,65       |
|                          | Victorien Nicolas        | PS (NFP)                 | UG                       | 13 028       | 26,61        | Retrait     | Retrait     |
|                          | Laurent Parisse          | SE                       | DIV                      | 1 477        | 3,02         |             |             |
|                          | Aurélie Contal           | PL (PU)                  | REG                      | 741          | 1,51         |             |             |
|                          | Mario Rinaldi            | LO                       | EXG                      | 461          | 0,94         |             |             |
|                          | Gisèle Taty Bouanga      | SE                       | DIV                      | 109          | 0,22         |             |             |
|                          |                          |                          |                          |              |              |             |             |
| Votes valides            | Votes valides            | Votes valides            | Votes valides            | 48 963       | 97,07        | 48 355      | 95,02       |
| Votes blancs             | Votes blancs             | Votes blancs             | Votes blancs             | 1 022        | 2,03         | 1 985       | 3,90        |
| Votes nuls               | Votes nuls               | Votes nuls               | Votes nuls               | 456          | 0,90         | 547         | 1,07        |
| Total                    | Total                    | Total                    | Total                    | 50 441       | 100          | 50 887      | 100         |
| Abstention               | Abstention               | Abstention               | Abstention               | 26 337       | 34,30        | 25 934      | 33,76       |
| Inscrits / participation | Inscrits / participation | Inscrits / participation | Inscrits / participation | 76 778       | 65,70        | 76 821      | 66,24       |

#### Troisième circonscription
Députée sortante : Charlotte Leduc (La France insoumise)
| Candidat                 | Candidat                 | Parti et coalition       | Nuance                   | Premier tour | Premier tour | Second tour | Second tour |
| Candidat                 | Candidat                 | Parti et coalition       | Nuance                   | Voix         | %            | Voix        | %           |
| ------------------------ | ------------------------ | ------------------------ | ------------------------ | ------------ | ------------ | ----------- | ----------- |
|                          | Victor Chomard           | RN                       | RN                       | 16 948       | 35,32        | 18 347      | 38,22       |
|                          | Nathalie Colin-Oesterlé  | LC (UDC)                 | UDI                      | 16 631       | 34,66        | 29 657      | 61,78       |
|                          | Charlotte Leduc          | LFI (NFP)                | UG                       | 13 565       | 28,27        | Retrait     | Retrait     |
|                          | Étienne Hodara           | LO                       | EXG                      | 699          | 1,46         |             |             |
|                          | Gaël Diaferia            | NPA-R                    | EXG                      | 143          | 0,30         |             |             |
|                          |                          |                          |                          |              |              |             |             |
| Votes valides            | Votes valides            | Votes valides            | Votes valides            | 47 986       | 97,25        | 48 004      | 96,38       |
| Votes blancs             | Votes blancs             | Votes blancs             | Votes blancs             | 991          | 2,01         | 1 351       | 2,71        |
| Votes nuls               | Votes nuls               | Votes nuls               | Votes nuls               | 366          | 0,74         | 452         | 0,91        |
| Total                    | Total                    | Total                    | Total                    | 49 343       | 100          | 49 807      | 100         |
| Abstention               | Abstention               | Abstention               | Abstention               | 26 714       | 35,12        | 26 257      | 34,52       |
| Inscrits / participation | Inscrits / participation | Inscrits / participation | Inscrits / participation | 76 057       | 64,88        | 76 064      | 65,48       |

#### Quatrième circonscription
Député sortant : Fabien Di Filippo (Les Républicains)
| Candidat                 | Candidat                 | Parti et coalition       | Nuance                   | Premier tour | Premier tour | Second tour | Second tour |
| Candidat                 | Candidat                 | Parti et coalition       | Nuance                   | Voix         | %            | Voix        | %           |
| ------------------------ | ------------------------ | ------------------------ | ------------------------ | ------------ | ------------ | ----------- | ----------- |
|                          | Océane Simon             | RN                       | RN                       | 22 265       | 42,66        | 24 127      | 45,17       |
|                          | Fabien Di Filippo        | LR (UDC)                 | LR                       | 18 659       | 35,75        | 29 287      | 54,83       |
|                          | Hélène Girardot          | PCF (NFP)                | UG                       | 6 156        | 11,80        |             |             |
|                          | Émilie Crenner           | MoDem (ENS)              | ENS                      | 4 191        | 8,03         |             |             |
|                          | Jean-Philippe Bott       | REC                      | REC                      | 464          | 0,89         |             |             |
|                          | Marc Baud-Berthier       | LO                       | EXG                      | 438          | 0,84         |             |             |
|                          | Léna Decker              | 57-PDM (R&PS)            | REG                      | 17           | 0,03         |             |             |
|                          |                          |                          |                          |              |              |             |             |
| Votes valides            | Votes valides            | Votes valides            | Votes valides            | 52 190       | 97,93        | 53 414      | 97,29       |
| Votes blancs             | Votes blancs             | Votes blancs             | Votes blancs             | 703          | 1,32         | 1 118       | 2,04        |
| Votes nuls               | Votes nuls               | Votes nuls               | Votes nuls               | 400          | 0,75         | 369         | 0,67        |
| Total                    | Total                    | Total                    | Total                    | 53 293       | 100          | 54 901      | 100         |
| Abstention               | Abstention               | Abstention               | Abstention               | 27 484       | 34,02        | 25 885      | 32,04       |
| Inscrits / participation | Inscrits / participation | Inscrits / participation | Inscrits / participation | 80 777       | 65,98        | 80 786      | 67,96       |

#### Cinquième circonscription
Député sortant : Vincent Seitlinger (Les Républicains)
| Candidat                 | Candidat                 | Parti et coalition       | Nuance                   | Premier tour | Premier tour | Second tour | Second tour |
| Candidat                 | Candidat                 | Parti et coalition       | Nuance                   | Voix         | %            | Voix        | %           |
| ------------------------ | ------------------------ | ------------------------ | ------------------------ | ------------ | ------------ | ----------- | ----------- |
|                          | Pascal Jenft             | RN                       | RN                       | 20 884       | 47,52        | 23 584      | 52,64       |
|                          | Vincent Seitlinger       | LR (UDC)                 | LR                       | 15 045       | 34,23        | 21 219      | 47,36       |
|                          | Lisa Lahore              | LFI (NFP)                | UG                       | 5 439        | 12,38        |             |             |
|                          | Denis Lieb               | 57-PDM (R&PS)            | REG                      | 1 128        | 2,57         |             |             |
|                          | Hervé Hocquet            | DLF                      | DSV                      | 552          | 1,26         |             |             |
|                          | Gilles Sebastian         | LO                       | EXG                      | 453          | 1,03         |             |             |
|                          | Stéphane Marchand        | REC                      | REC                      | 449          | 1,02         |             |             |
|                          |                          |                          |                          |              |              |             |             |
| Votes valides            | Votes valides            | Votes valides            | Votes valides            | 43 950       | 97,41        | 44 803      | 96,68       |
| Votes blancs             | Votes blancs             | Votes blancs             | Votes blancs             | 763          | 1,69         | 1 154       | 2,49        |
| Votes nuls               | Votes nuls               | Votes nuls               | Votes nuls               | 405          | 0,90         | 385         | 0,83        |
| Total                    | Total                    | Total                    | Total                    | 45 118       | 100          | 46 342      | 100         |
| Abstention               | Abstention               | Abstention               | Abstention               | 26 977       | 37,42        | 25 760      | 35,73       |
| Inscrits / participation | Inscrits / participation | Inscrits / participation | Inscrits / participation | 72 095       | 62,58        | 72 102      | 64,27       |

#### Sixième circonscription
Député sortant : Kévin Pfeffer (Rassemblement national)
| Candidat                 | Candidat                 | Parti et coalition       | Nuance                   | Premier tour | Premier tour |
| Candidat                 | Candidat                 | Parti et coalition       | Nuance                   | Voix         | %            |
| ------------------------ | ------------------------ | ------------------------ | ------------------------ | ------------ | ------------ |
|                          | Kévin Pfeffer            | RN                       | RN                       | 18 575       | 50,90        |
|                          | Alexandre Cassaro        | LR (UDC - ENS)           | LR                       | 7 746        | 21,23        |
|                          | Claire Bladt             | LFI (NFP)                | UG                       | 7 740        | 21,21        |
|                          | Dominique Feiss          | SE                       | DVD                      | 1 348        | 3,69         |
|                          | Lola Legrand             | LO                       | EXG                      | 618          | 1,69         |
|                          | Olivier Munch            | SE                       | DVG                      | 466          | 1,28         |
|                          |                          |                          |                          |              |              |
| Votes valides            | Votes valides            | Votes valides            | Votes valides            | 36 493       | 97,56        |
| Votes blancs             | Votes blancs             | Votes blancs             | Votes blancs             | 666          | 1,78         |
| Votes nuls               | Votes nuls               | Votes nuls               | Votes nuls               | 246          | 0,66         |
| Total                    | Total                    | Total                    | Total                    | 37 405       | 100          |
| Abstention               | Abstention               | Abstention               | Abstention               | 28 988       | 43,66        |
| Inscrits / participation | Inscrits / participation | Inscrits / participation | Inscrits / participation | 66 393       | 56,34        |

#### Septième circonscription
Député sortant : Alexandre Loubet (L'Avenir français - Rassemblement national)
| Candidat                 | Candidat                 | Parti et coalition       | Nuance                   | Premier tour | Premier tour |
| Candidat                 | Candidat                 | Parti et coalition       | Nuance                   | Voix         | %            |
| ------------------------ | ------------------------ | ------------------------ | ------------------------ | ------------ | ------------ |
|                          | Alexandre Loubet         | LAF (RN)                 | RN                       | 28 528       | 53,33        |
|                          | Luc Muller               | LÉ (NFP)                 | UG                       | 9 913        | 18,53        |
|                          | Yasmine Selmani          | PRV (ENS)                | ENS                      | 9 644        | 18,03        |
|                          | André Wojciechowski      | SE (UDC)                 | DVD                      | 4 403        | 8,23         |
|                          | Diane Bousset            | LO                       | EXG                      | 931          | 1,74         |
|                          | Younès Boucetta          | SE                       | DIV                      | 79           | 0,15         |
|                          |                          |                          |                          |              |              |
| Votes valides            | Votes valides            | Votes valides            | Votes valides            | 53 498       | 97,00        |
| Votes blancs             | Votes blancs             | Votes blancs             | Votes blancs             | 1 242        | 2,25         |
| Votes nuls               | Votes nuls               | Votes nuls               | Votes nuls               | 412          | 0,75         |
| Total                    | Total                    | Total                    | Total                    | 55 152       | 100          |
| Abstention               | Abstention               | Abstention               | Abstention               | 34 093       | 38,20        |
| Inscrits / participation | Inscrits / participation | Inscrits / participation | Inscrits / participation | 89 245       | 61,80        |

#### Huitième circonscription
Député sortant : Laurent Jacobelli (Rassemblement national)
| Candidat                 | Candidat                 | Parti et coalition       | Nuance                   | Premier tour | Premier tour | Second tour | Second tour |
| Candidat                 | Candidat                 | Parti et coalition       | Nuance                   | Voix         | %            | Voix        | %           |
| ------------------------ | ------------------------ | ------------------------ | ------------------------ | ------------ | ------------ | ----------- | ----------- |
|                          | Laurent Jacobelli        | RN                       | RN                       | 23 558       | 46,36        | 26 435      | 54,41       |
|                          | Céline Léger             | LFI (NFP)                | UG                       | 14 724       | 28,98        | 22 147      | 45,59       |
|                          | Samuel Zonato            | PRV (ENS)                | ENS                      | 7 986        | 15,72        |             |             |
|                          | Raphaëlle Rosa           | LR (UDC)                 | LR                       | 3 296        | 6,49         |             |             |
|                          | Annick Jolivet           | LO                       | EXG                      | 1 249        | 2,46         |             |             |
|                          |                          |                          |                          |              |              |             |             |
| Votes valides            | Votes valides            | Votes valides            | Votes valides            | 50 813       | 97,11        | 48 582      | 91,67       |
| Votes blancs             | Votes blancs             | Votes blancs             | Votes blancs             | 1 112        | 2,13         | 3 516       | 6,63        |
| Votes nuls               | Votes nuls               | Votes nuls               | Votes nuls               | 401          | 0,77         | 897         | 1,69        |
| Total                    | Total                    | Total                    | Total                    | 52 326       | 100          | 52 995      | 100         |
| Abstention               | Abstention               | Abstention               | Abstention               | 39 048       | 42,73        | 38 387      | 42,01       |
| Inscrits / participation | Inscrits / participation | Inscrits / participation | Inscrits / participation | 91 374       | 57,27        | 91 382      | 57,99       |

#### Neuvième circonscription
Députée sortante : Isabelle Rauch (Horizons)
| Candidat                 | Candidat                 | Parti et coalition       | Nuance                   | Premier tour | Premier tour | Second tour | Second tour |
| Candidat                 | Candidat                 | Parti et coalition       | Nuance                   | Voix         | %            | Voix        | %           |
| ------------------------ | ------------------------ | ------------------------ | ------------------------ | ------------ | ------------ | ----------- | ----------- |
|                          | Baptiste Philippo        | RN                       | RN                       | 24 483       | 38,29        | 26 700      | 41,87       |
|                          | Isabelle Rauch           | HOR (ENS)                | ENS                      | 22 460       | 35,12        | 37 070      | 58,13       |
|                          | Brigitte Vaïsse          | PS (NFP)                 | UG                       | 14 607       | 22,84        | Retrait     | Retrait     |
|                          | Florent Hammerschmitt    | REC                      | REC                      | 1 181        | 1,85         |             |             |
|                          | Guy Maurhofer            | LO                       | EXG                      | 805          | 1,26         |             |             |
|                          | Laurent Kopp             | SE                       | DIV                      | 413          | 0,65         |             |             |
|                          |                          |                          |                          |              |              |             |             |
| Votes valides            | Votes valides            | Votes valides            | Votes valides            | 63 949       | 97,31        | 63 770      | 96,08       |
| Votes blancs             | Votes blancs             | Votes blancs             | Votes blancs             | 1 308        | 1,99         | 2 003       | 3,02        |
| Votes nuls               | Votes nuls               | Votes nuls               | Votes nuls               | 460          | 0,70         | 602         | 0,91        |
| Total                    | Total                    | Total                    | Total                    | 65 717       | 100          | 66 375      | 100         |
| Abstention               | Abstention               | Abstention               | Abstention               | 34 994       | 34,75        | 34 365      | 34,11       |
| Inscrits / participation | Inscrits / participation | Inscrits / participation | Inscrits / participation | 100 711      | 65,25        | 100 740     | 65,89       |